# Potok z Gawłowskiego
Potok z Gawłowskiego (Z Gawłowskiego) – potok, prawy dopływ Bystrej o długości 3,09 km i powierzchni zlewni 3,11 km².
Potok płynie w Beskidzie Żywieckim. Jego źródła znajdują się na wysokości około 1050 m na południowych stokach Redykalnego Wierchu i Boraczego Wierchu należących do Grupy Lipowskiego Wierchu i Romanki. Spływa w południowo-zachodnim, a niżej w południowym kierunku. Jego dolina oddziela od siebie dwa grzbiety; południowo-zachodni grzbiet Redykalnego Wierchu z należącymi do miejscowości Złatna osiedlami Zapolanka i Bucioryska i południowo-zachodni grzbiet Boraczego Wierchu zwany Bacmańską Górą, z osiedlami Bura Polana i Motykówka (również należącymi do Złatnej). Na osiedlu Bura Polana, na wysokości około 638 m uchodzi do Bystrej.
Nazwa potoku pochodzi od nazwiska. Doliną potoku prowadzi znakowany niebieski szlak turystyczny ze Złatnej przez Burą Polanę, Motykówkę, Polanę Cerchla i Halę Lipowską na Halę Rysianka.